# Bennie Wallace
Bennie Wallace (Chattanooga (Tennessee), 18 november 1946) is een Amerikaanse jazzsaxofonist.

## Biografie
Bennie Wallace groeide op in Tennessee en werd beïnvloed door rhythm-and-blues, bluegrass, gospel- en de countrymuziek van de Grand Ole Opry-radioshow. Tijdens zijn middelbare-schooltijd hoorde hij de platen van Sonny Rollins, Stanley Turrentine, John Coltrane en van de late Eddie Lockjaw Davis. Ondertussen speelde Wallace blues en bop tijdens concerten in Knoxville (Tennessee) en omgeving. Door de muziek van het zuiden, tamelijk geïsoleerd van invloeden van het New Yorkse jazzcircuit, vond hij zijn eigen muzikaal taalgebruik.
Hij speelde aanvankelijk in clubs rondom zijn geboortestad Chattanooga, studeerde klarinet aan de universiteit van Tennessee, waar hij o.a. onderricht kreeg van Bill Scarlett. In 1969 voltooide hij zijn studies. In 1971 verhuisde hij naar New York en speelde in de avant-gardejazz-kringen van het toenmalige loftcircuit, waar hij ook Tommy Flanagan ontmoette. Hij werkte echter ook samen met meer traditioneel op een lijn staande muzikanten als Barry Harris, de bigband van Buddy Rich, Monty Alexander, Sheila Jordan en het National Jazz Ensemble. Eerste opnamen ontstonden in 1976, toen hij meewerkte aan het album Friends van de band Oregon, te horen in Gospel Song en First Thing in the Morning. Vanaf 1977 formeerde Wallace eigen trio's, waartoe Tommy Flanagan en bassisten als Glen Moore, Eddie Gomez, Dave Holland en drummers als Eddie Moore, Jack DeJohnette, Elvin Jones en Billy Hart behoorden.
Zijn verschillende bands werden uitgebreid met gastsolisten als Chick Corea, John Scofield en Jimmy Knepper. Er begon een lange samenwerking met Enja Records uit München. Tijdens de jaren 1977 tot 1984 zouden zeven platen ontstaan. In 1985 debuteerde hij bij Blue Note Records, waardoor hij zowel in de Verenigde Staten als ook in Europa bekend werd bij een breder publiek. Uit zijn platenwerk springt The Art of the Saxophone (Denon) uit 1987 in het oog met de gastsaxofonisten Oliver Lake, Jerry Bergonzi, Lew Tabackin en Harold Ashby. Vanaf 1978 was hij bovendien betrokken bij opnamen van Franco Ambrosetti, Chuck Marohnic, The George Gruntz Concert Jazz Band, Art Farmer, Mose Allison, het UMO Jazz Orchestra (Green & Yellow – Plays the Music of Bennie Wallace, 1987), Nancy King, Anthony Wilson en Eric Watson. 
Wallace ondernam bovendien enkele Europese tournees en festivaloptredens, o.a. met de George Gruntz Concert Jazz Band in 1978. Tussen 1990 en 1993 hield Wallace zich in Californië bezig met filmmuziek-projecten, maar meldde zich daarna met een nieuw trio terug in het jazzcircuit, in wiens muziek hij enkele van zijn filmmuzieknummers integreerde (If I Lose). In 1998 nam hij het George Gershwin-album Someone To Watch Over Me op. In 2004 trad Wallace op tijdens het JazzFest Berlin en hield hij zich bezig met de muziek van Coleman Hawkins. Op het gebied van de jazz was hij volgens Tom Lord tussen 1974 en 2004 betrokken bij 39 opnamesessies.

## Zijn muziek
Uit het perspectief van het swingtijdperk (Coleman Hawkins, Ben Webster) verwerkt de traditionalist Bennie Wallace de Sonny Rollins/John Coltrane-traditie van de hardbop met de invloeden van de zuidelijke staten-muziek, zoals de blues, gospel, rhythm-and-blues-invloeden van Eddie Lockjaw Davis, straatmuziek (zoals op Sweeping Through The City met de gospelgroep The Wings Of Song en op Twilight Time met de bluesmuzikant Stevie Ray Vaughan).

## Onderscheidingen
Voor zijn debuutalbum The Fourteen Bar Blues (Enja Records) kreeg Bennie Wallace in 1979 de Duitse Schallplattenpreis.

## Discografie

### Als leader
- 1978: The Fourteen Bar Blues (Enja Records) met Eddie Gomez, Eddie Moore
- 1978: Live at the Public Theatre (Enja Records) met Eddie Gomez & Dannie Richmond
- 1980: The Free Will (Enja Records) met Tommy Flanagan, Dannie Richmond
- 1981: Bennie Wallace Plays Monk (Enja Records) met Jimmy Knepper, Eddie Gomez, Dannie Richmond
- 1982: Big Jim's Tango (Enja Records) met Dave Holland, Elvin Jones
- 1982: The Bennie Wallace Trio And Chick Corea - Mystic Bridge (Enja Records) met Chick Corea, Eddie Gomez, Dannie Richmond
- 1984: Sweeping Through The City (Enja Records) met John Scofield, Ray Anderson, Mike Richmond, Dennis Irvin, Tom Whaley
- 1985: Twilight Time (Blue Note Records) met Ray Anderson, Dr. John, Jack de Johnette, Bob Cranshaw, Eddie Gomez, Stevie Ray Vaughan, John Scofield, Chris Parker
- 1986: Brilliant Corners (Denon) met Yosuke Yamashita, Jay Anderson, Jeff Hirshfield
- 1987: The Art of the Saxophone (Denon) met Oliver Lake, Jerry Bergonzi, Lew Tabackin, Harold Ashby, John Scofield, Eddie Gomez, Dannie Richmond
- 1987 Bordertown (Blue Note Records) met Ray Anderson, Dr. John, Eddie Gomez, John Scofield, Herlin Riley, Jay Anderson u. a.
- 1993: The Old Songs (Audioquest) met Lou Levy, Bill Huntington, Alvin Queen
- 1993: The Talk Of The Town (Enja Records)  met Jerry Hahn, Bill Huntington, Alvin Queen
- 1998: Someone To Watch Over Me (Enja Records) met Mulgrew Miller, Peter Washington, Yoron Israel
- 1998: Bennie Wallace (Beyond the Bluebird) (Audioquest) met Tommy Flanagan, Eddie Gomez, Alvin Queen
- 1999: In Berlin met George Cables, Peter Washington, Herrlin Riley
- 2001: Moodsville met Mulgrew Miller, Peter Washington, Lewis Nash
- 2003: Nearness Of You (Enja Records) met Kenny Barron, Eddie Gomez
- 2004: Disorder At the Border – Live At Jazzfest Berlin (Enja Records) Oktett met Ray Anderson, Jesse Davis, Terell Strafford, Brad Leali, Adam Schroeder, Donald Vega, Danton Boller, Alvin Queen

### Als sideman
- 1976: Chuck Marohnic Quartet Copenhagen Suite (SteepleChase Records)
- 1978: Franco Ambrosetti The Close Encounter (Enja Records)  met George Gruntz, Mike Richmond, Bob Moses
- 1978: The George Gruntz Concert Jazz Band (MPS Records) op: George Gruntz: The MPS Years (1971-80)
- 1987: Mose Allison: Ever Since The World Ended (Blue Note Records)
- 1999-2000: Eric Watson: Full Metal Quartet (Owl Records)